# مقاطعة كالفرت (ماريلاند)
مقاطعة كالفرت (بالإنجليزية: Calvert County, Maryland)‏ هي إحدى مقاطعات ولاية ماريلاند في الولايات المتحدة. تأسست سنة 1654، بلغ عدد سكانها 88737 نسمة في عام 2010 حسب إحصاء مكتب تعداد الولايات المتحدة وتصل الكثافة السكانية فيها 159.3 نسمة/كم2.

## أعلام
- توماس جونسون
- روجر بروك تاني
- تشارلز بال
- مارغريت تايلور
- هنري جانت

## وصلات خارجية
- http://www.co.cal.md.us/
- United States Counties